# Schwarzen

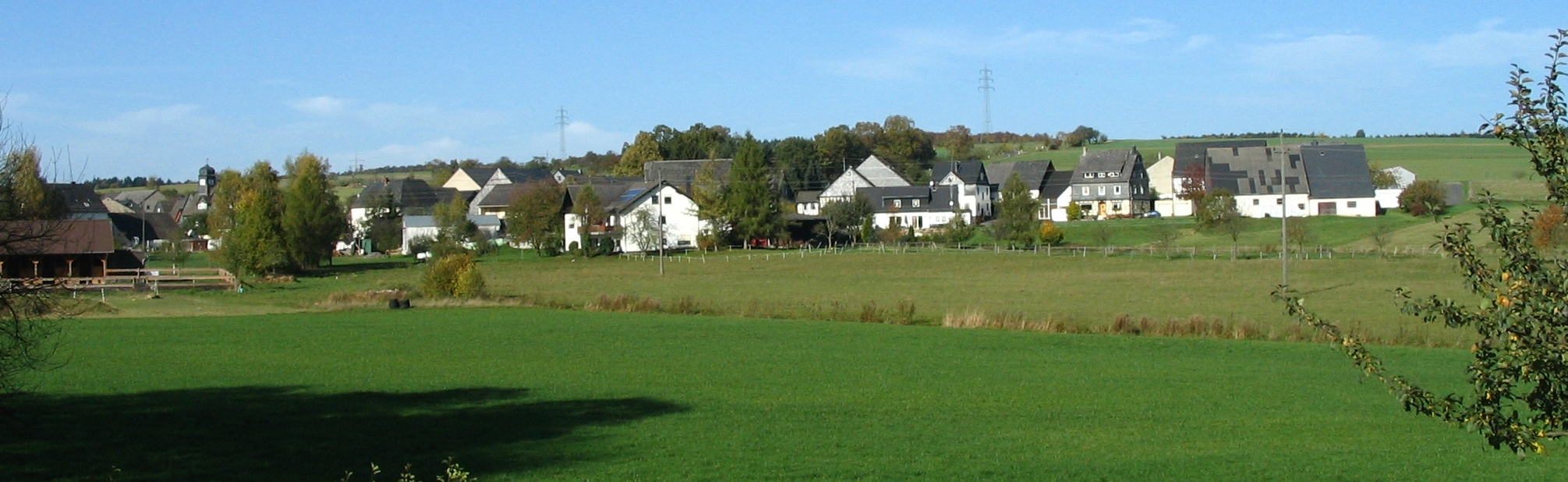
Schwarzen aus südlicher Richtung

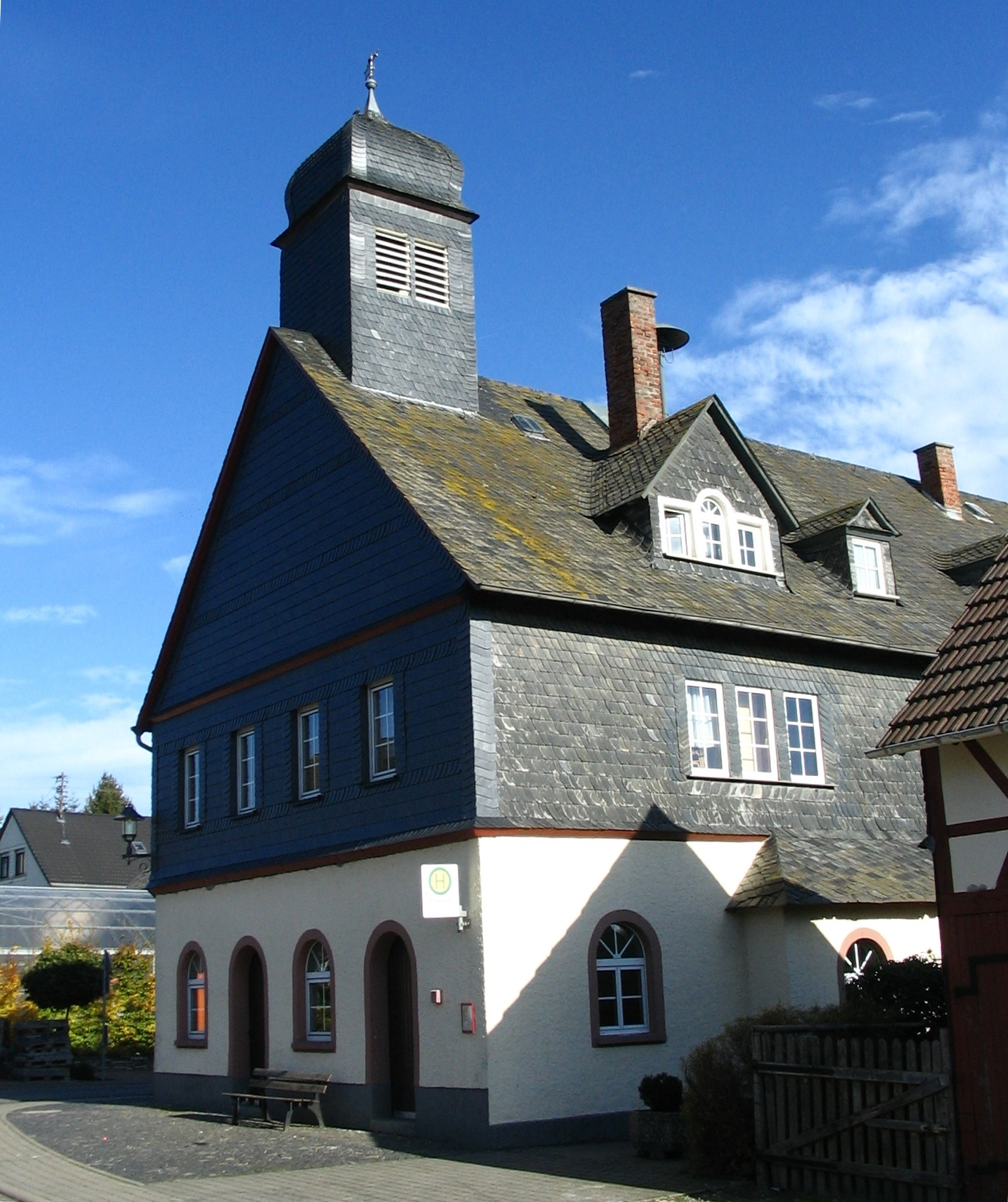
Gemeindehaus im Dorfzentrum

Schwarzen ist eine Ortsgemeinde im Rhein-Hunsrück-Kreis in Rheinland-Pfalz. Sie gehört der Verbandsgemeinde Kirchberg (Hunsrück) an.

## Geographie
Schwarzen liegt in einer Tallage zentral im Hunsrück, zwischen Hunsrückhöhenstraße B 327 und der Bundesstraße 50.
Umliegende Ortschaften sind: Würrich (2 km), Ober Kostenz (2 km), Nieder Kostenz (4 km), Kappel (6 km), Kludenbach (6 km), Todenroth (8 km) und Metzenhausen (10 km).

## Geschichte
Die erstmalige Erwähnung 1259 findet sich in einer Urkunde des Wildgrafen Konrad und des Grafen Gerlach von Veldenz. Um das Jahr 1310, nach neueren Erkenntnissen des Landeshauptarchiv Koblenz wohl 1330–1335, wird der Ort unter dem Namen Swarzin im Sponheimischen Gefälleregister der Grafschaft Sponheim erwähnt.
Mit der Besetzung des linken Rheinufers 1794 durch französische Revolutionstruppen wurde der Ort französisch, 1815 wurde er auf dem Wiener Kongress dem Königreich Preußen zugeordnet. Nach dem Ersten Weltkrieg zeitweise wieder französisch besetzt, ist der Ort seit 1946 Teil des neu gegründeten Landes Rheinland-Pfalz. 
Die Gemeinde war Schönstes Dorf im Rhein-Hunsrück-Kreis im Kreisentscheid 1998.

## Politik

### Bürgermeister
Ortsbürgermeister von Schwarzen ist Achim Rech.

### Wappen
| Wappen von Schwarzen | Blasonierung: „Gespalten durch eine eingeschweifte silberne Spitze, belegt mit einem blauen, rotbewehrt und -gezungten Löwen, rechts in Rot eine goldene Glocke, links in Grün ein goldener Pflug.“ |
| Wappen von Schwarzen | Wappenbegründung: Der Löwe weist auf die Grafen von Veldenz hin, die 1257 bereits Erbgüter im Dorf besaßen, die im 15. Jahrhundert an die Grafen von Sponheim übergingen. Die Glocke nimmt Bezug auf eine im Volksmund überlieferte Sage, nach der Mönche des Klosters von Schwarzen im Dreißigjährigen Krieg die Glocken im Brunnen versenkten, um sie vor dem Zugriff des Kriegsvolkes zu schützen. Der Pflug erinnert an die Landwirtschaft, die durch Jahrhunderte der bestimmende Wirtschaftszweig von Schwarzen war. |